# Heide-schaaruil
De heide-schaaruil (Papestra biren) is een nachtvlinder uit de familie van de uilen, de Noctuidae.

## Beschrijving
De voorvleugellengte bedraagt tussen de 15 en 18 millimeter. De grondkleur van de voorvleugels is lichtgrijs met donkergrijs. De uilvlekken zijn lichtgekleurd en opvallend, in de tapvlek kan met wat fantasie een schaar worden herkend. In de buitenste golflijn staan opvallende zwarte pijlvlekken.

## Waardplanten
De heide-schaaruil is behoorlijk polyfaag. De rups is te vinden van juni tot september. De soort overwintert als pop in de grond.

## Voorkomen
De soort komt verspreid over het Palearctisch gebied voor. De habitat van de vlinder is heide.

### In Nederland en België
De heide-schaaruil is in Nederland en België een zeer zeldzame soort. De vlinder kent één generatie die vliegt in mei en juni.